# Здравшчине (Горица)
Здравшчине или Пођо Терца Армата (итал. Poggio Terzarmata, словен. Zdravščine, фурл. Sdraussine или Sdraussina) је насеље у Италији у округу Горица, региону Фурланија-Јулијска крајина.
Према процени из 2011. у насељу је живело 645 становника. Насеље се налази на надморској висини од 44 м.